# Brigitte Hahn
Brigitte Hahn (* 4. März 1964 in Duisburg) ist eine deutsche Opernsängerin (Sopran).

## Leben
Sie absolvierte ihr Studium in Düsseldorf und Dortmund. Noch während des Studiums sang sie an den Wuppertaler Bühnen im Chor, bevor sie 1990 am Gran Teatre del Liceu in Barcelona ihr Operndebüt als Echo in Ariadne auf Naxos gab.
Von 1991 bis 1994 war sie am Landestheater Coburg engagiert und sang dort u. a. die Contessa in Le nozze di Figaro, die Titelpartie in Madama Butterfly, Adina in L’elisir d’amore, Tatjana in Eugen Onegin, Marie in Die verkaufte Braut, Alice Ford in Falstaff und Rosalinde in Die Fledermaus.
Von 1994 bis 1997 war sie am Nationaltheater Mannheim engagiert. Erfolge feierte sie dort in der Titelpartie von Lucia di Lammermoor, als Violetta in La traviata, Leonora in Il trovatore, Königin der Nacht in Die Zauberflöte und als Mimì in La Bohème.
Gastspiele führten sie während dieser Zeit u. a. an die Staatsoper Stuttgart, Semperoper Dresden, Theater Basel und das Staatstheater am Gärtnerplatz u. a. als Konstanze in Die Entführung aus dem Serail, Donna Anna in Don Giovanni, Gräfin Madeleine in Capriccio sowie als Suor Angelica.
1996 gab sie ihr US-Debüt an der Washington National Opera als Sina in Die Verlobung im Traum von Hans Krása. Von 1997 bis 2001 hatte sie einen Residenzvertrag an der Hamburgischen Staatsoper. Dort sang sie u. a. Rosalinde, Donna Anna, Contessa, Fiordiligi, Lìu, Mimì und Lucia. Gastspiele führten sie 1997 u. a. an die Deutsche Oper Berlin als Leonora in Il trovatore. 1999 debütierte sie an der Wiener Staatsoper als Contessa in Le nozze di Figaro, 2000 an der Nederlandse Opera Amsterdam als Roxana in Król Roger. 2000 debütierte sie ebenfalls an der Opéra National de Paris in einer Neuproduktion als Rosalinde.
2001 gab sie ihr Debüt an der Berliner Staatsoper als Alice in Robert le diable unter der musikalischen Leitung von Marc Minkowski. Ebenso sang sie dort die Partie der Donna Anna. 2002 sang sie in einer Neuinszenierung von Les Contes d’Hoffmann an der Deutschen Oper Berlin, wo sie alle drei Frauenfiguren interpretierte. Ebenfalls 2002 gab sie ihr Rollendebüt als Marschallin (Der Rosenkavalier) in einer Neuinszenierung an der Hamburgischen Staatsoper von Peter Konwitschny; eine Partie, in der sie auch an der Wiener Staatsoper reüssierte. 2003 debütierte sie in München (Bayerische Staatsoper) als Donna Anna in Don Giovanni, als Marschallin am Teatro alla Scala Mailand, gab ihr Haus- und Rollendebüt als Tschang-Haitang in Der Kreidekreis von Alexander von Zemlinsky am Opernhaus Zürich. Außerdem sang sie die Contessa in Le nozze di Figaro an der Opéra National de Paris. 2004 gab sie mit großem Erfolg ihr Rollendebüt als Ellen Orford in Peter Grimes an der Opéra National de Paris. Diese Rolle verkörperte sie kurz darauf auch in Amsterdam.
2005 folgte die erste Wagner-Rolle: Elsa in Lohengrin am Teatro Giuseppe Verdi in Triest sowie die Helena in Benjamin Brittens A Midsummer Night's Dream am Gran Teatre del Liceu in Barcelona. Weiterhin sang sie zum ersten Mal die Armgard in Die Rheinnixen von Jacques Offenbach in Lyon unter der Leitung von Marc Minkowski. 2006 sang sie die Titelpartie in Manon Lescaut von Puccini am Landestheater Linz sowie mit großem Erfolg ihre erste Desdemona in Otello an der Staatsoper Hannover. Ebendort gab sie ihr Rollendebüt als Senta in Der fliegende Holländer von Wagner. 2007 verkörperte sie in Hannover die Partien der Elisabeth in Tannhäuser und der Sängerkrieg auf Wartburg und der Ellen Orford in Peter Grimes von Benjamin Britten. Zudem gab sie ihr Rollendebüt als Elisabetta in einer Neuinszenierung von Verdis Don Carlos. 2008 sang sie unter anderem die Titelpartie in Catalanis La Wally in Hannover, Elisabeth in Tannhäuser an der Semperoper Dresden und gab im Rahmen einer konzertanten Aufführung ihr Rollendebüt als Isolde in Tristan und Isolde. Eine weitere neue Rolle war die Titelpartie in Turandot in Hannover. Zudem sang sie die Rosalinde an der Nederlandse Opera Amsterdam.
2009 sang sie zum ersten Mal Elettra in Idomeneo in Hannover sowie erfolgreich ihre erste szenische Isolde am Opernhaus Chemnitz. Im gleichen Jahr folgte in Hannover die Titelpartie in Fidelio. 2010 gab sie in Hannover ihr Rollendebüt als Lady Macbeth in Macbeth sowie sang die Titelpartie in Fidelio an der Semperoper Dresden. Es folgte in Hannover das Rollendebüt als Brünnhilde in Die Walküre in einer Neuinszenierung von Barrie Kosky. In der Fortsetzung des Ring-Zyklus debütierte sie 2011 als Brünnhilde in Siegfried und Götterdämmerung. Außerdem folgte in Hannover das Rollendebüt als Ariadne in einer Neuproduktion von Ariadne auf Naxos. 2012 sang sie in Hannover die Titelpartie in Madama Butterfly, 2013 die Partie der Tatjana in Eugen Onegin sowie gab ihre Rollendebüts als Amelia in einer Neuinszenierung von Un ballo in maschera und als Anna Maurrant in Street Scene. Im Herbst 2014 sang sie zum ersten Mal die Titelpartie in einer Neuinszenierung von Tosca an der Staatsoper Hannover. 2015 folgte in Hannover eine Neuproduktion von Rusalka (Fremde Fürstin), 2016 die Rollendebüts als Leonora in La forza del destino und Gertraud in Der Traumgörge. 2018 sang sie ebendort Madame Lidoine in Dialogues des Carmélites von Francis Poulenc. 
2021 kehrte sie zurück an die Hamburgische Staatsoper für eine Neuproduktion von Elektra, wo sie die Partie der Aufseherin übernahm und für die Titelpartie als Cover besetzt war. Außerdem sang sie in Hamburg Gertrud in Hänsel und Gretel.

## Repertoire
- Beethoven – Fidelio – Leonore
- Bellini – Norma – Norma
- Britten – Peter Grimes – Ellen Orford
- Britten – A Midsummer Night's Dream – Helena
- Catalani – La Wally – Wally
- Donizetti – Lucia di Lammermoor – Lucia
- Donizetti – L’elisir d’amore – Adina
- Donizetti – Maria Stuarda – Maria
- Donizetti – Gli esiliati in Siberia – Elisabetta
- Dvórak – Rusalka – Fremde Fürstin
- Humperdinck – Hänsel und Gretel – Gertrud
- Händel – Alcina – Alcina
- Krása – Die Verlobung im Traum – Sina
- Lehár – Das Land des Lächelns – Lisa
- Meyerbeer – Robert le diable – Alice
- Mozart – Die Entführung aus dem Serail – Konstanze
- Mozart – Le nozze di Figaro – Contessa
- Mozart – Don Giovanni – Donna Anna, Donna Elvira
- Mozart – Die Zauberflöte – Königin der Nacht, Pamina, erste Dame
- Mozart – Mitridate – Ismene
- Mozart – Così fan tutte – Fiordiligi
- Mozart – La clemenza di Tito – Vitellia
- Mozart – Idomeneo – Elettra
- Offenbach – Les contes d'Hoffmann – Olympia/Antonia/Giulietta/Stella
- Offenbach – Die Rheinnixen – Armgard
- Poulenc – Dialogues des Carmélites – Madame Lidoine
- Puccini – La Bohème – Mimi
- Puccini – Madama Butterfly – Cio-Cio-San
- Puccini – Suor Angelica – Suor Angelica
- Puccini – Manon Lescaut – Manon Lescaut
- Puccini – Tosca – Floria Tosca
- Puccini – Turandot – Liu, Turandot
- Rossini – Il viaggio a Reims – Contessa
- Rossini – La donna del lago – Elena
- Schmidt – Notre Dame – Esmeralda
- Smetana – Die verkaufte Braut – Marie
- Strauss – Die Fledermaus – Rosalinde
- Strauss – Ariadne auf Naxos – Echo, Ariadne
- Strauss – Elektra – Elektra, Aufseherin
- Strauss – Capriccio – Gräfin
- Strauss – Der Rosenkavalier – Marschallin
- Szymanowski – Król Roger – Roxana
- Tschaikowsky – Eugen Onegin – Tatjana
- Verdi – Falstaff – Alice Ford
- Verdi – La traviata – Violetta
- Verdi – Il trovatore – Leonora
- Verdi – Otello – Desdemona
- Verdi – Don Carlo – Elisabetta
- Verdi – Macbeth – Lady Macbeth
- Verdi – Un ballo in maschera – Amelia
- Verdi – La forza del destino – Leonora
- Wagner – Tannhäuser – Elisabeth
- Wagner – Lohengrin – Elsa
- Wagner – Der fliegende Holländer – Senta
- Wagner – Tristan und Isolde – Isolde
- Wagner – Die Walküre – Brünnhilde
- Wagner – Siegfried – Brünnhilde
- Wagner – Götterdämmerung – Brünnhilde
- Weill – Street Scene – Anna Maurrant
- Zemlinsky – Der Kreidekreis – Tschang Haitang
- Zemlinsky – Der Traumgörge – Gertraud